# Conjunto de Câmara de Porto Alegre
O Conjunto de Câmara de Porto Alegre é um grupo brasileiro de música de câmara.

## História
O Conjunto de Câmara de Porto Alegre é descendente direto de um trabalho que surgiu de maneira espontânea em 1955, na Faculdade de Filosofia da Universidade Federal do Rio Grande do Sul (UFRGS), quando a regente Madeleine Ruffier foi contratada para ilustrar musicalmente as aulas ministradas por René Ledoux a respeito da Idade Média francesa.
A partir disso, foi criado o Coral de Câmara da Faculdade de Filosofia da UFRGS, com repertório formado por música medieval, renascentista e contemporânea. Paralelamente, Madeleine formou, em 1965, o Madrigal da UFRGS, grupo composto por sexteto vocal e flautas doces, fagote, alaúde e violoncelo.
Em 1973, com o falecimento de Madeleine Ruffier, o Madrigal foi incorporado ao Conjunto de Câmara de Porto Alegre, surgido em 1969, quando o antigo Quarteto de Flautas Doces de Isolde Frank passou a executar música barroca com baixo contínuo (cravo e violoncelo).
A partir de 1978, o Conjunto de Câmara passou a ser coordenado por Marlene Hoffmann Goidanich, componente do Coral de Câmara desde 1964 e membro co-fundadora dos demais grupos. Foi assim que se iniciou a aquisição do atual acervo de instrumentos de reconstrução de época.
A partir de 1986, o foco das pesquisas do Conjunto de Câmara de Porto Alegre voltou-se para a música ocidental dos séculos XII, XIII e XIV.
Para recriar no século XXI a música medieval, o grupo utiliza antologias, tratados e manuscritos de época. Todos os textos são traduzidos para o português, embora na execução das obras sejam mantidos os idiomas originais.
O próximo passo é a instrumentação das músicas, que é feita através da experimentação dos timbres mais adequados para os instrumentos do grupo.
Os cantores e instrumentistas estudam o repertório escolhido dentro de técnicas específicas, tanto na voz, que deve ser natural e flexível, como nos sopros e cordas, cujo som sem vibrato torna as sonoridades mais autênticas.
Por seu programa “Trovadores Medievais”, o grupo recebeu Menção Especial de “Melhor Trabalho em Música Erudita” no Prêmio Açorianos de Música, edição 1992.
Em 1995, o grupo lançou o CD “Trovadores Medievais” e iniciou uma série de apresentações na América do Sul.
Em 1998, o Conjunto conquistou o Troféu Açorianos de Música como “Melhor Grupo Musical do Ano de 1997”. Na mesma ocasião, o espetáculo “Som das Ladainhas” recebeu a indicação de “Melhor Espetáculo”.
Em 2001, o grupo lançou o CD “Tempo de Descobertas”, que contém músicas antigas e obras especialmente criadas por compositores gaúchos para suas vozes e instrumentos de reconstrução histórica.
Em 2002, estreou seu espetáculo “Divina Decadência”, com música medieval dos séculos XII e XIII e uma obra escrita para o grupo por Fernando Mattos, “Monte de Perfeição”, com textos de São João da Cruz.
Em 2003, o Conjunto de Câmara de Porto Alegre recebeu o Troféu de “Destaque Especial” (pelo conjunto da obra) no Prêmio Açorianos de Música 2002, bem como a indicação de “Melhor Grupo Erudito”.
Em 2005, estreou o espetáculo “Os Sete Pecados Capitais (e Outros Mais)”, com músicas moral-satíricas do manuscrito Carmina Burana, canções de protesto do Roman de Fauvel contra a corrupção do clero e da nobreza e músicas de Oswald von Wolkenstein, nas quais avareza, luxúria e ira mesclam-se com canções de taberna. O espetáculo homenageou os 35 anos do Conjunto.

## Instrumentos
- Cordas Bíblicas: pequena harpa gótica, saltério de dedo, saltério de arco.
- Cordas Profanas: viola de roda renascentista, “Hammered Dulcimer”, alaúde renascentista, rabecas medievais.
- Organetto
- Percussão: tabla, pau-de-chuva, tambos, “tambourin” de quatro cordas, sistros, címbalos, guizos, pandeiros, tamboretes, claves, campânulas
- Sopro: “Gemshorn” contralto e soprano, “Cornamusa” soprano, “Krummhorn” contralto, “Kortholt” tenor, flautas doces renascentistas baixo e contralto, flauta transversal renascentista tenor e flautas doces renascentistas tenor, contralto, soprano e sopranino.

## Discografia
- Trovadores Medievais (1995)
- Tempo de Descobertas (2001)
- Divina Decadência (2003)

## Prêmios e indicações

### Prêmio Açorianos
| Ano  | Categoria                                 | Indicação                          | Resultado |
| ---- | ----------------------------------------- | ---------------------------------- | --------- |
| 1997 | Grupo Musical                             | Conjunto de Câmara de Porto Alegre | Venceu    |
| 1997 | Espetáculo                                | Som das Ladainhas                  | Indicado  |
| 2002 | Destaque Especial - Pelo Conjunto da Obra | Conjunto de Câmara de Porto Alegre | Venceu    |
| 2002 | Grupo Erudito                             | Conjunto de Câmara de Porto Alegre | Indicado  |
| 2003 | Grupo Erudito                             | Conjunto de Câmara de Porto Alegre | Venceu    |